# Jhor Mahankal
Jhor Mahankal (nep. झोरमहांकाल) – gaun wikas samiti w środkowej części Nepalu w strefie Bagmati w dystrykcie Katmandu. Według nepalskiego spisu powszechnego z 2001 roku liczył on 691 gospodarstw domowych i 3619 mieszkańców (1815 kobiet i 1804 mężczyzn).